# Csízbülbül
A csízbülbül (Phyllastrephus icterinus) a verébalakúak (Passeriformes) rendjébe, ezen belül a bülbülfélék (Pycnonotidae) családjába tartozó faj.

## Rendszerezése
A fajt Charles Lucien Jules Laurent Bonaparte francia ornitológus írta le 1850-ben, a Trichophorus nembe Trichophorus icterinus néven.

## Előfordulása
Kelet- és Közép-Afrikában, Angola, Egyenlítői-Guinea, Elefántcsontpart, Gabon, Ghána, Guinea, Kamerun, a Kongói Demokratikus Köztársaság, a Kongói Köztársaság, Libéria, Nigéria, Sierra Leone, Tanzánia és Uganda területén honos.
Természetes élőhelyei a szubtrópusi vagy trópusi síkvidéki és hegyi esőerdők, mocsári erdők és szavannák. Állandó, nem vonuló faj.

## Megjelenése
Testhossza 16 centiméter, testtömege 15-22 gramm.

## Életmódja
Rovarokkal táplálkozik.

## Természetvédelmi helyzete
Az elterjedési területe rendkívül nagy, egyedszáma pedig stabil. A Természetvédelmi Világszövetség Vörös listáján nem fenyegetett fajként szerepel.